# Arcuphantes iharai
Arcuphantes iharai är en spindelart som beskrevs av Saito 1992. Arcuphantes iharai ingår i släktet Arcuphantes och familjen täckvävarspindlar. Inga underarter finns listade i Catalogue of Life.